# Traunstein (huyện)
Traunstein là một huyện Kreis ở đông nam bang Bayern, Đức. Các huyện giáp ranh (từ phía bắc theo chiều kim đồng hồ) là: Mühldorf, Altötting, bang của Áo Upper Austria và Salzburg, huyện Berchtesgadener Land, các bang của Áo Salzburg và Tyrol, và huyện Rosenheim.
Huyện này nằm ở chân đồi phía bắc của Alps. Chiemsee nằm ở phía đông huyện.
Năm 1972, huyện này đã được sáp nhập với các khu vực của huyện cũ Laufen, và thành phố Traunstein.

## Thành phố và làng xã
Thành phố
1. Tittmoning
2. Traunreut
3. Traunstein
4. Trostberg

¹ quản lý trong một
Verwaltungsgemeinschaft

Verwaltungsgemeinschaften
Làng, Xã (Gemeinde)
1. Bergen
2. Marquartstein
3. Obing
4. Waging am See
5. Grassau
6. Altenmarkt an der Alz
7. Bergen
8. Chieming
9. Engelsberg
10. Fridolfing
11. Grabenstätt
12. Inzell
13. Kienberg
14. Kirchanschöring
15. Marquartstein
16. Nußdorf
17. Obing
18. Palling
19. Petting
20. Pittenhart
21. Reit im Winkl
22. Ruhpolding
23. Schleching
24. Schnaitsee
25. Seeon-Seebruck
26. Siegsdorf
27. Staudach-Egerndach
28. Surberg]]
29. Tacherting
30. Taching am See
31. Übersee]]
32. Unterwössen
33. Vachendorf
34. Wonneberg